# 愛的過去進行式
《愛的過去進行式》（英語：To All the Boys I've Loved Before）是一部2018年美國青少年浪漫喜劇電影，由蘇珊·約翰遜執導，蘇菲亞·阿爾瓦雷斯編劇。由拉娜·康多及諾亞·森迪尼奧主演和賈娜爾·帕里希、安娜·卡思卡特、瑪德琳·亞瑟、艾米莉亞·巴朗尼克、伊瑟瑞爾·布薩德和約翰·科貝特一起演出。電影改編自珍妮·韓2014年的同名小說，於2018年8月17日由Netflix發行。這是《愛的過去進行式》系列電影的第一部，隨後是兩部續集，2020年2月12日上映的《愛的過去進行式：P.S.我仍愛你》和2021年2月12日上映的《愛的過去進行式：真愛永遠》，它得到了評論家的普遍好評，他們讚揚了演員。
劇情敘述16歲女主角勞拉·珍喜歡给每一個她愛過的男孩寫情書，將信保存在一個箱子裡。而當有一天這些秘密情書，被莫名其妙地被寄到這些對象的手上，她平靜的高校生活自此出現翻天地覆的變化。

## 劇情概要
害羞的高中三年級學生勞拉·珍·科維（Lara Jean Covey）給她熱愛的男孩寫信，然後把信鎖在衣櫥裡。她最近一次是和她兒時的朋友喬許約會的，喬許和她的姐姐瑪歌約會，直到瑪歌在她上大學前與他分手。勞拉·珍一直迷戀喬許，但她認為和他約會是不行的。一天晚上，勞拉·珍和她的小妹凱蒂一起在沙發上睡著了，她偷偷溜進她的房間，找到了她收集的信件。接下來的星期一在學校裡，勞拉·珍遇到了曾經的戀人彼得·卡文斯基。他收到了她寫給他的信，讓她暈了過去。醒來後，她看到喬希拿著他的信走了過來，在驚慌失措的時刻，勞拉·瓊親吻彼得，想甩掉喬希，然後逃跑。
勞拉·珍然後遇到了另一封信的收件人，盧卡斯，他是同性戀，因為她開始意識到所有的信件都已寄出。後來她離開家避開喬許和彼得，但後者出現在她最喜歡的餐廳。她解釋說這個吻只是為了勸阻喬許。彼得對此出人意料地同意，並提議他和勞拉·珍假約會以讓他的前女友（勞拉·珍的前最好的朋友和剋星）根嫉妒。她同意了，接下來的幾個月裡，整個學校以及他們各自的朋友和家人都相信他們正在約會。
當彼得發現珍真的嫉妒時，他自己也很矛盾。與此同時，勞拉·珍發現自己嫉妒了。在學校滑雪之旅中，勞拉·珍和彼得就彼此的真實感受面對面，最終在熱水浴缸中獨自接吻。旅行結束時，Gen 告訴 勞拉·珍，彼得在親吻後在她的房間裡過夜，並用她的髮飾嘲弄勞拉·珍，彼得讓她帶上勞拉·珍的最愛。憤怒的她與彼得分手並衝回家，發現瑪戈特已經從大學回來了。然後彼得來了，希望解釋他和珍之間沒有發生任何事情，但喬許也來了。瑪歌特無意中聽到了一切，當她得知勞拉·珍以前對喬許的感情時感到不安。當勞拉·珍讓彼得離開後，事情變得更糟了。
勞拉·珍向瑪歌尋求幫助，瑪歌安撫並安慰了她。凱蒂然後透露她發送了這些信件。勞拉·珍被激怒了，瑪歌讓她平靜下來，讓她意識到她可能想發送它們但太害怕了，姐妹倆在讓Instagram 刪除視頻之前互相原諒。聖誕假期過後，勞拉·瓊發現學校裡的每個人都知道這段視頻。彼得告訴大家甚麼都沒發生。當勞拉·珍質問珍這件事時，她承認她試圖破壞他們的關係，因為她覺得勞拉·珍在旋轉瓶子時親吻了彼得，這被背叛了四年前。與父親交談後，她重新評估了自己的人際關係，再次與喬許成為朋友。當她猶豫是否要告訴彼得她的真實感受時，凱蒂向她展示了他在他們“戀愛”期間寫的筆記。勞拉·珍去見彼得，他告訴她他愛上了她。他們在一起走之前親吻。
在片尾場景中，約翰·安布羅斯·麥克拉倫(John Ambrose McClaren) 是勞拉·珍信件的五個收件人之一，他手捧鮮花來到她家門口。

## 演員

### 主要角色
| 演員                                          | 角色                                         | 備註                                                              |
| --------------------------------------------- | -------------------------------------------- | ----------------------------------------------------------------- |
| 拉娜·康多 Lana Condor                         | 勞拉·珍·科維 Lara Jean Covey                 | 一名艾德勒高中的學生。                                            |
| 諾亞·森迪尼奧 Noah Centineo                   | 彼得·卡文斯基 Peter Kavinsky                 | 男主角，珍的前男友，收到信的其中一人。                            |
| 賈娜爾·帕里希 Israel Broussard                | 瑪歌·科維 Margot Covey                       | 勞拉·珍的姊姊，因去蘇格蘭讀大學而與喬許分手。                     |
| 安娜·卡思卡特 Anna Cathcart                   | 凱蒂·科維 Kitty Covey                        | 勞拉·珍的妹妹。                                                   |
| 伊瑟瑞爾・布薩德 Israel Broussard             | 喬許 Josh                                    | 勞拉·珍的青梅竹馬，瑪歌的前男友，收到信的其中一人。               |
| 金・巴赫 Andrew Bachelor                      | 格雷格 Greg                                  | 彼得的好朋友。                                                    |
| 特雷佐·馬霍洛 Trezzo Mahoro                   | 盧卡斯·詹姆斯 Lucas                          | 和勞拉·珍一起參加返校舞會，是個同志，收到信的其中一人。           |
| 瑪德琳·亞瑟 Madeleine Arthur                  | 克莉絲汀·多納堤（克莉絲） Christine（Chris） | 珍的表妹和勞拉·珍的好朋友。克莉絲汀·多納堤，自稱克莉絲（Chris）。 |
| 艾米莉亞·巴朗尼克 Emilija Baranac             | 珍妮·薇米契（珍） Gen                        | 彼得的前女友，因有了新歡而與彼得分手。                            |
| 約翰·科貝特 John Corbett                      | 科維醫生/丹·科維 Dr. Covey/Dan Covey         | 勞拉·珍的喪偶父親，是位婦產科醫生。                               |
| 茱莉亞·本森 Julia Benson                      | Ms. Kavinsky                                 | 彼得的媽媽。                                                      |
| 喬伊·帕切科 Joey Pacheco                      | Owen                                         | 彼得的弟弟。                                                      |
| 愛德華·柯文 Edward Kewin                      | 肯尼 Kenny                                   | 收到信的其中一人。                                                |
| 喬丹・貝卻敵 Jordan Burtchett                 | 約翰·安布羅斯·麥克拉倫 John Ambrose McClaren | 收到信的其中一人。                                                |
| 伊莎貝爾·畢奇 Isabelle Beech                  | 小時候的勞拉·珍·科維 young Lara Jean         | 小時候的勞拉·珍·科維。                                            |
| 亨特·狄龍 Hunter Dillon                       | 小時候的彼得·卡文斯基 young Peter Kavinsky   | 小時候的彼得·卡文斯基。                                           |
| 瑞斯·弗莱明 Rhys Fleming                      | 小時候的珍 young Gen                         | 小時候的珍。                                                      |
| 克利斯汀・麥可・庫珀 Christian Michael Cooper | 小時候的喬許 young Josh                      | 小時候的喬許。                                                    |
| Pavel Piddocke                                | 小時候的約翰·安布羅斯 young John             | 小時候的約翰·安布羅斯。                                           |

## 製作

### 發展
2014年6月，作家韓珍妮的《致所有我曾經愛過的男孩》暢銷青年愛情小說被《紐約時報》、威爾·史密斯和詹姆斯·拉斯特的製作公司Overbrook Entertainment選中。[1]當時，作家Annie Neal已被聘請為這本書改編成銀幕。 2017年7月5日，在不列顛哥倫比亞省溫哥華開始製作。當月晚些時候宣布，拉娜·康多將與蘇珊·約翰遜一起出演勞拉·珍·科維的主角。導演蘇菲亞·阿爾瓦雷斯的劇本。據報導，諾亞·森迪尼奧、賈娜爾·帕里希、安娜·卡思卡特、瑪德琳·亞瑟、艾米莉亞·巴朗尼克、伊瑟瑞爾·布薩德和約翰·科貝特也加入了這部電影的演員陣容。
這是驚歎電視在被維亞康姆收購後發行的第一部電影。

### 拍攝
主體拍攝於2017年7月5日在不列顛哥倫比亞省溫哥華及周邊地區開始。部分影片在俄勒岡州波特蘭拍攝，這也是影片的取景地。勞拉·珍高中的場景是在灰角中學拍攝的。製作於2017年8月4日結束。

## 發行
2018年3月，Netflix獲得了該片的發行權，並於2018年8月17日上映。

## 評價
在評論聚合網站爛番茄上，這部電影在70條評論中擁有96%的支持率，平均評分為7.2/10。該網站的關鍵共識是：“《愛的過去進行式》都遵循青少年rom-com規則，但相關的角色和完全迷人的演員陣容足以彌補缺乏驚喜。”在Metacritic上，根據12位評論家的評論，這部電影的加權平均得分為64分（滿分100分），表明“普遍好評”。
NPR的琳達·霍姆斯寫道：“這部電影正是它應有的樣子：令人愉悅、聰明、舒適、有趣和浪漫。正好適合您的周五晚上、週六下午以及未來許多懶散的日子。”
Paste的亞歷克西斯·岡德森寫道，“《愛的過去進行式》，青少年場景最新的失控大片，是一部非常出色的電影。對於一部青少年電影來說，它並不優秀。”對於一部青少年電影來說，它並不優秀。一部浪漫喜劇。“非常適合拍電影。”
《新共和》的瑞秋·賽姆（Rachel Syme）稱讚道：“然而，隨著人們在未來幾個月重新觀看這部電影，我希望拉拉·瓊的名字能夠像彼得·卡文斯基的名字一樣開始流行。Centineo 表現出一種富有同情心的男性能量，簡而言之目前在電影中供應，但不可否認，拉娜·康多是《愛的過去進行式》的明星。當電影開始時，她正在做白日夢，想像自己穿著一件深紅色的禮服站在荒野上，當風吹過她的臉時。在那些時刻，在電影拍攝之前回到郊區，拉娜·康多作為一部嚴肅時代片的女主角完全令人信服。現在，這就是我想看到的。
這部電影在社交媒體上受到批評，因為白人男演員扮演勞拉·珍的五個情書對像中的四個。在接受IndieWire採訪時，作家韓珍妮表示：“我理解這種挫敗感，我也分享了希望在媒體上看到更多亞裔美國人的挫敗感。” 韓珍妮補充道：“對於致所有我曾經愛過的男孩，我只能說這是我寫的故事。”
電影中的一個場景是凱蒂向彼得提供了一瓶養樂多，導致該飲料在世界部分地區的銷量飆升。
2023年3月，本片在爛蕃茄發表「270部由21世紀女性執導的電影佳作」清單榜上有名。

## 續集
2018年8月，原著小說作者珍妮·韓談及將改編該系列第二本書的續集：
第二本書中有很多東西我很想在續集中看到。我寫第二本書的全部原因是為了約翰·安布羅斯·麥克拉倫（John Ambrose McClaren）的角色，他是粉絲的最愛，他也是我的最愛。我很想看到這種探索，還有一個我喜歡寫的叫暴風雨的角色。我很想看到這一點。}}
2018年11月，據報導Netflix和派拉蒙的驚歎電視正在討論製作這部電影的續集，並且Netflix於2018年12月宣布開發一部由拉娜·康多和 諾亞·森迪尼奧主演的續集。
續集的拍攝於2019年3月27日開始，並於5月8日結束。上一部電影的所有演員都回歸，除了伊瑟瑞爾・布薩德。新人喬丹·費雪（Jordan Fisher）飾演勞拉·珍（Lara Jean）的愛人約翰·安布羅斯·麥克拉倫（John Ambrose McClaren）。
基於該系列第三本書的第三部電影於2019年7月15日開始拍攝，即第二部電影製作完成兩個月後。

## 衍生電視劇
2021年3月31日，據報導，由安娜·卡思卡特主演的衍生劇集正在早期開發中。2021年10月18日，宣布Netflix向製作公司提供了一份包含十集的系列訂單，名為XO，Kitty。

## 外部連結
- 在Netflix上觀看《愛的過去進行式》
- 互联网电影数据库（IMDb）上《愛的過去進行式》的资料（英文）
- YouTube上的電影《愛的過去進行式》To All the Boys I've Loved Before 中文預告片